# Paavoharju
Paavoharju war ein finnisches Musik-Kollektiv, das ursprünglich um die beiden Brüder Lauri und Olli Ainala gegründet wurde. Sie erlangten 2005 Aufmerksamkeit, als ihr Debütalbum von der populären Publikation Stylus Magazine als „Album der Woche“ hervorgehoben wurde.
Das zweite Album von 2008, Laulu laakson kukista (übersetzt: Ein Lied über die Blumen des Tals), wurde von der Musik-Website Pitchfork als Empfehlung ausgewählt und rangierte auf Platz 18 der Liste der 30 am besten bewerteten Alben des Jahres auf Metacritic.
Die Band tourte im Sommer 2007 im Vereinigten Königreich und spielte Konzerte in London und Bristol. Paavoharju gab am 1. Oktober 2023 die Bandauflösung bekannt.

## Geschichte
Lauri Ainala gründete Paavoharju im Jahr 2000 in Savonlinna. Er lebte in einer verlassenen Molkerei im Zentrum der Stadt und in mehreren heruntergekommenen, verlassenen Häusern.
Im Frühling 2002 trafen Lauri, Olli Ainala und ihr Freund Johannes Pitkänen auf Mimosa Virtanen und Jenni Koivistoinen (jetzt bekannt als Yaber, Gesang). Das Debütalbum Yhä hämärää wurde über die nächsten drei Jahre hinweg allmählich erstellt. Auch Joose Keskitalo und Toni Kähkönen, ein Kindheitsfreund der Ainala-Brüder aus Pöllänlahti, Savonlinna, stießen zur Gruppe.
Auf ihrem zweiten Album, Laulu laakson kukista, kam die Pianistin und Sängerin Emmi Uimonen dazu, und es gab auch Gastauftritte einiger Künstler.
Das dritte Album, Joko sinä tulet tänne alas tai minä nousen sinne, führte die neue Sängerin Anniina Saksa ein, sowie Sami Kukka als Gast. Dieses Album ist das einzige, das nicht in Savonlinna produziert wurde.
Als Lauri Ainala und seine Freunde in einem verlassenen Haus in Savonlinna eine riesige Menge vergessener Glasnegative entdeckten, entstand die Idee zu ihrem vierten Album, Yön mustia kukkia. Es wurde im Herbst 2023 unter Beteiligung fast aller Mitglieder der vorherigen Alben veröffentlicht.
Der markante Sound von Paavoharju entstand mit Mikrofonen, die auf dem Flohmarkt gekauft wurden, alten Personal Computern und kostenloser Software wie ModPlug Tracker und Cool Edit. Darüber hinaus hat Ainala Technologien genutzt, die von alten Kassetten bis zu Software reichen, die Bilder in Audio umwandelt. Diese Vorgehensweise und die gleichen Programme werden bis heute von Lauri Ainala verwendet.
Live-Auftritte von Paavoharju fanden in Moskau, London, beim Roskilde Festival, beim Flow Festival und in kleineren ausverkauften Shows wie der im G-Livelab in Tampere statt, die als Live-Album mit dem Titel Kastoin sulkaa kuulla veröffentlicht wurde.

## Diskographie

### Alben
- Yhä hämärää (Fonal Records, 2005)
- Laulu laakson kukista (Fonal Records, 2008)
- Joko sinä tulet tänne alas tai minä nousen sinne (Svart Records, 2013)
- Happiness – Joose Keskitalo & Paavoharju (Helmi Levyt, 2022)
- Yön mustia kukkia (Fonal Records, 2023)

### Singles und EPs
- Maxi Ranskikset EP (Self-Release, 2002)
- Minä ja kapteeni/Onni – Joose Keskitalo & Paavoharju, 7" single (Helmi Levyt, 2005)
- Tuote-akatemia / Unien Savonlinna EP (Miasmah, 2006)
- Uskallan 7" single (Type Records, 2006)
- Laulu laakson kukasta, MP3 EP, (Fonal Records, 2008)

### Kompilationen
- Ikkunat näkevät, MP3 EP, (Fonal Records, 2011)
- Unohdetaan jo se taivas, CD LP, (Svart Records, 2018)
- Syvyys – The Fonal Years. Vol 1, LP (Svart Records, 2019)
- Uskallan – The Fonal Years. Vol 2, LP (Svart Records, 2019)

### Live-Alben
- Kastoin sulkaa kuulla, LP (Fonal Records, Helmi Levyt, 2021)

### Videos
- Unien Savonlinna, DVD release (Fonal Records, Helmi Levyt, 2010)

### Bücher
- Tuote, (Svart Records, 2018)